# No Time to Chill
No Time to Chill (dt. etwa „Keine Zeit auszuruhen“) ist das fünfte Studioalbum der deutschen Techno-Band Scooter. Es wurde am 20. Juli 1998 veröffentlicht und enthält, wie fast jedes Scooter-Album, zwölf Titel. Mit dem Album schaffte es die Gruppe zum ersten und bisher einzigen Mal bis an die Spitze der finnischen Album-Charts. Berücksichtigt sind darüber hinaus jedoch nur Deutschland, wo es die Platte auf den 4. Rang schaffte, was die bis dato zweitbeste Position eines Scooter-Albums in Deutschland darstellte, Österreich mit Rang 27, die Schweiz mit Position 20 und Schweden mit dem 16. Platz, ebenso wie Großbritannien. Am 21. Januar 2022 erschien das Album erneut auf Vinyl.
Das Album wurde in den Loop D.C. Studios 1 und 2 in Hamburg produziert. Ausführende Produzenten waren die Scooter-Mitglieder Axel Coon und Rick J. Jordan, die Texte zu den Liedern schrieb weitgehend H. P. Baxxter.
Das Cover wurde von Marc Schilkowski gestaltet, der sich auch fürs Design weiterer Scooter-Produktionen verantwortlich zeigte. Die Photos dazu stammen vom Hamburger Holger Roschlaub. Für die Backing Vocals war die Sängerin Nikk zuständig, eine zusätzliche Gitarre wurde von Helge Vogt eingespielt.

## Musik
Das Album enthält überwiegend Anleihen aus dem Hard House, Trance, Downtempo und Electro. Wie auf den meisten Scooter-Alben sind auch hier viele Coverversionen und Adaptionen bekannter Melodien dabei. So beinhaltet How Much Is the Fish? das traditionelle bretonische Lied Son ar chistr, das im Jahr 1976 unter dem Titel Zeven dagen lang der niederländischen Gruppe bots bekannt wurde, während es in Deutschland allgemein als Was wollen wir trinken gesungen wird. Für We Are The Greatest sampelten Scooter eine Melodie aus dem Lied Street Dance, das im Jahre 1982 vom US-amerikanischen Rap-Projekt Break Machine veröffentlicht wurde, sowie den Text zu Don't Stop The Rock, einem 1985 erschienenen Lied der Rap-Gruppe Freestyle.
Mit I Was Made for Lovin' You coverten Scooter eines der bekanntesten Lieder der US-amerikanischen Rockband KISS von ihrem 1979er Album Dynasty. Geschrieben wurde es von Paul Stanley, Desmond Child und Vini Poncia. Und wie schon auf Our Happy Hardcore mit Rebel Yell ist auch hier mit Eyes Without A Face ein Billy-Idol-Cover dabei, ebenfalls vom Album Rebel Yell. Der Titel nimmt Bezug auf den französischen Horrorklassiker aus dem 1960 von Regisseur Georges Franju, nach einem Roman von Jean Redon.
Expecting More From Ratty heißt auf Deutsch „von Ratty ist mehr zu erwarten“. Damit spielen Scooter auf ihr Nebenprojekt Ratty an, mit dem sie ab 2000 zwei Singles veröffentlichten.

## Titelliste
1. Last Warning – 0:56
2. How Much Is the Fish? – 3:46
3. We Are The Greatest – 5:08
4. Call Me Mañana – 3:56
5. Don't Stop – 3:42
6. I Was Made for Lovin’ You – 3:34
7. Frequent Traveller – 3:38
8. Eyes Without A Face – 3:19
9. Hands Up! – 4:08
10. Everything's Borrowed – 5:15
11. Expecting More From Ratty – 4:12
12. Time And Space – 4:49

## Singles

### How Much Is the Fish?
Die Single mit der Melodie des bretonischen Volkslieds Son ar chistr erschien am 1. Juni 1998. Das von Marc Schilkowski gestaltete Cover zeigt einen auf einer Fläche liegenden Fisch. Auf dem Backcover sind drei Fische zu sehen, die auf einer Zeitung liegen, in der Scooter abgebildet sind. Die Zeitung liegt auf einem Stuhl, der dieselbe abbröselnde Farbe hat wie die Fläche vom Frontcover. Sehr erfolgreich war die Single in Belgien, wo sie den ersten Platz der Charts belegte, sowie in Finnland, wo sie den zweiten Platz belegte. In Deutschland landete die Single auf Position 3, in Österreich auf dem 9. Platz und in der Schweiz auf Rang 13. In Schweden und Norwegen erreicht die Single den 23. und 19. Platz. Scooter bringen in der Folgezeit fast nur noch Cover-Songs als Singles auf den Markt.
Im Videoclip zu How Much Is the Fish? spielen Scooter das Lied einerseits vor einem großen Bildschirm, andererseits in einer Halle während eines Konzertes, was über diesen Bildschirm eingeblendet wird. Die daneben eingestreute Handlung spielt in einem dunklen, verregneten Hinterhof, in dem einige junge Männer Fußball spielen. Dann tritt eine Motorradgang auf, die einer jungen Frau die Handtasche entreißt. Gemeinsam holen die Fußballspieler und die Frau die Tasche von den Motorradfahrern zurück.

#### Titelliste
1. How Much Is The Fish? – 3:45
2. How Much Is The Fish? – Extendedfish – 5:23
3. How Much Is The Fish? – Clubfish – 6:11
4. Sputnik (3:06)

### We Are The Greatest / I Was Made For Lovin' You
Die Single wurde am 1. Oktober 1998 als Doppel-A-Single veröffentlicht. Sowohl für We Are The Greatest als auch für I Was Made For Lovin' You wird ein eigenes Musikvideo gedreht. Die Single kann sich kommerziell aber nicht durchsetzen: Deutschland Platz 26, Österreich Platz 36.
Der Videoclip zu We Are The Greatest spielt in einer futuristisch anmutenden Lagerhalle. Die drei Scooter-Mitglieder stehen schwarzgekleidet in drei Käfigen und werden von hinten mittels Tastaturen gesteuert. Vor ihnen tanzt eine weißgekleidete Menge und vollführt Breakdance-Einlagen.
Im Videoclip zu I Was Made For Lovin' You stellen sich Scooter mit Elektrogitarre, Schlagzeug, Keyboard und Marshallverstärkern als Rockgruppe dar. H. P. Baxxter besingt mit dem Text eine Frau, die in einer computeranimierten Umgebung umherirrt.

#### Titelliste
1. We Are The Greatest – 3:27
2. I Was Made For Lovin' You – 3:32
3. We Are The Greatest – Extended – 4:35
4. Greatest Beats – 3:05

### Call Me Mañana
Die Single wurde am 8. Januar 1999 veröffentlicht. Das Stück enthält eine bekannte Melodiepassage aus James Brown is dead vom niederländischen Danceprojekt L. A. Style, geschrieben von Denzil Slemming 1991. Die Album-Version enthält dieses Sample nicht. In den Charts hielt sich die Single vor allem in Skandinavien, wo mit Rang 6 in Schweden und Platz 7 in Finnland veritable Top-Ten-Erfolge zu Buche standen. In Deutschland belegte die Single Position 16, in Österreich Rang 24 und in der Schweiz Platz 25.
Im dazugehörigen Videoclip präsentieren sich Scooter als Westerndarsteller.

#### Titelliste
1. Call Me Mañana – Heavy Horses Radio – 3:40
2. Call Me Mañana – Heavy Horses Extended – 5:36
3. Bramfeld – 5:16